# Small Unit Riverine Craft

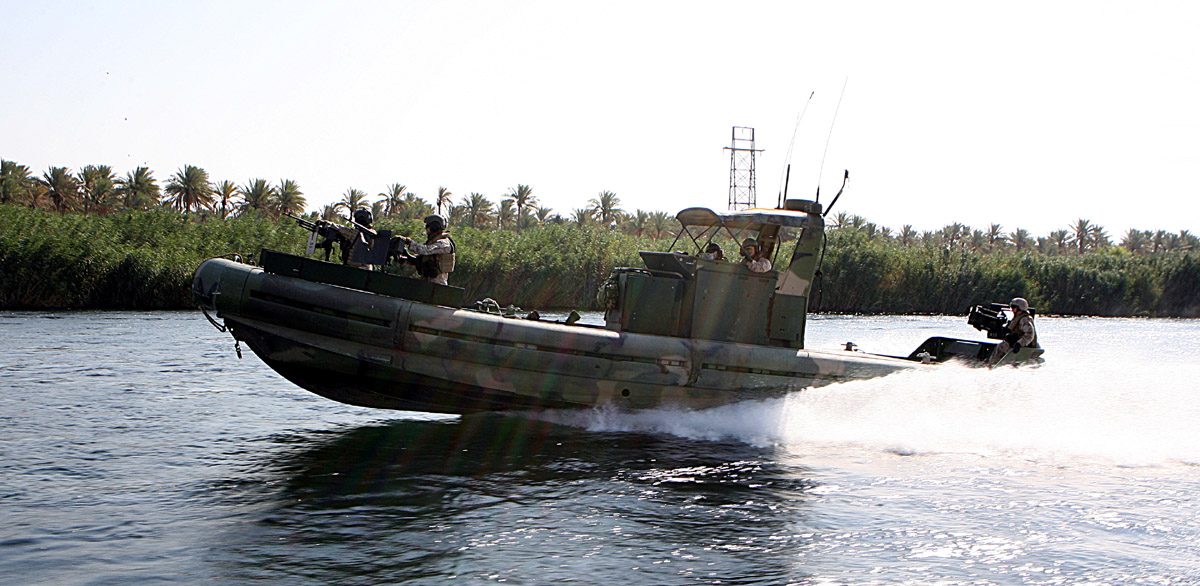
US-Marines auf dem Euphrat, SURC ohne Zusatzpanzerung, Juli 2006

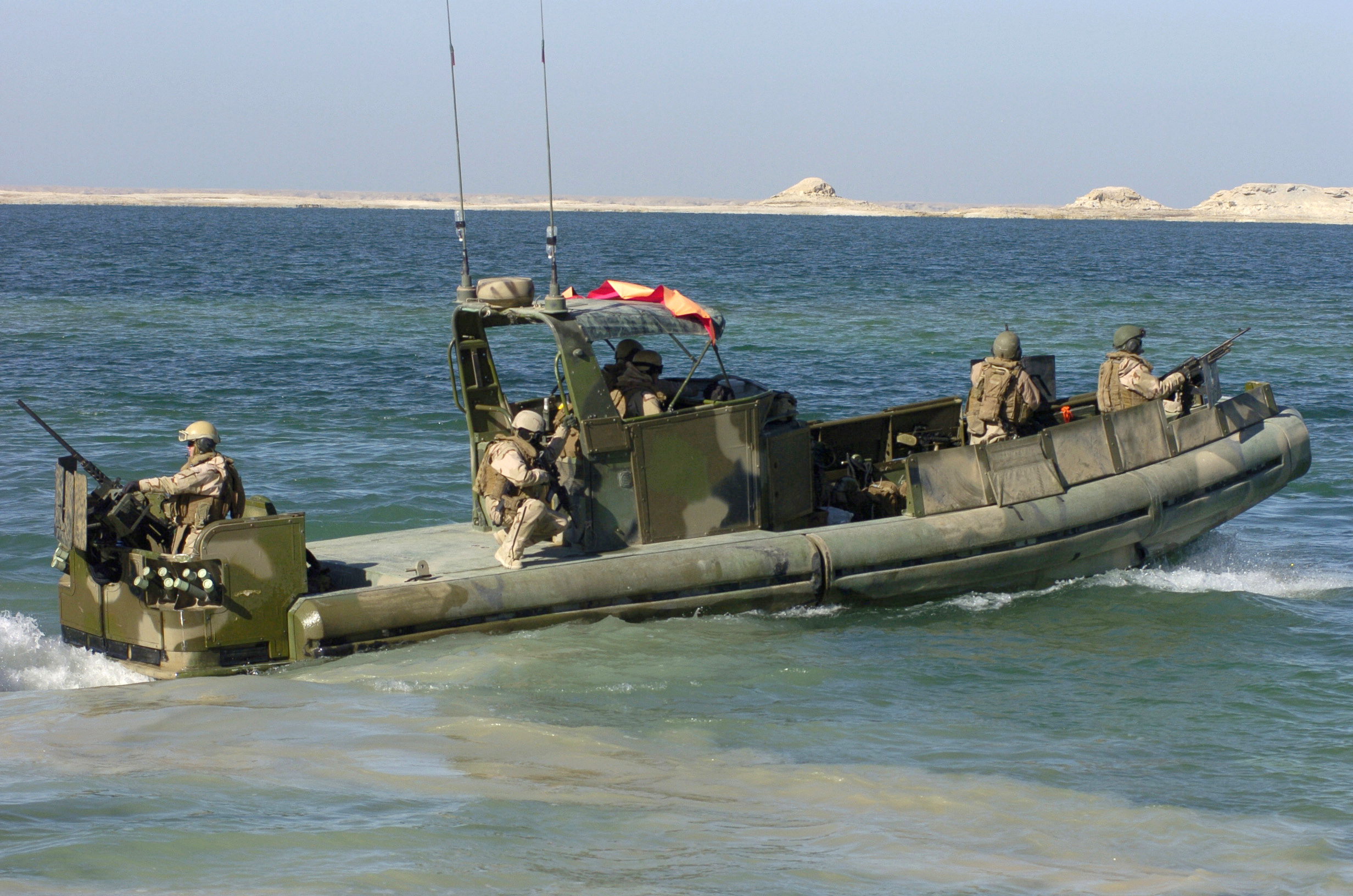
US-Navy, SURC mit Zusatzpanzerung, Irak, Dezember 2007

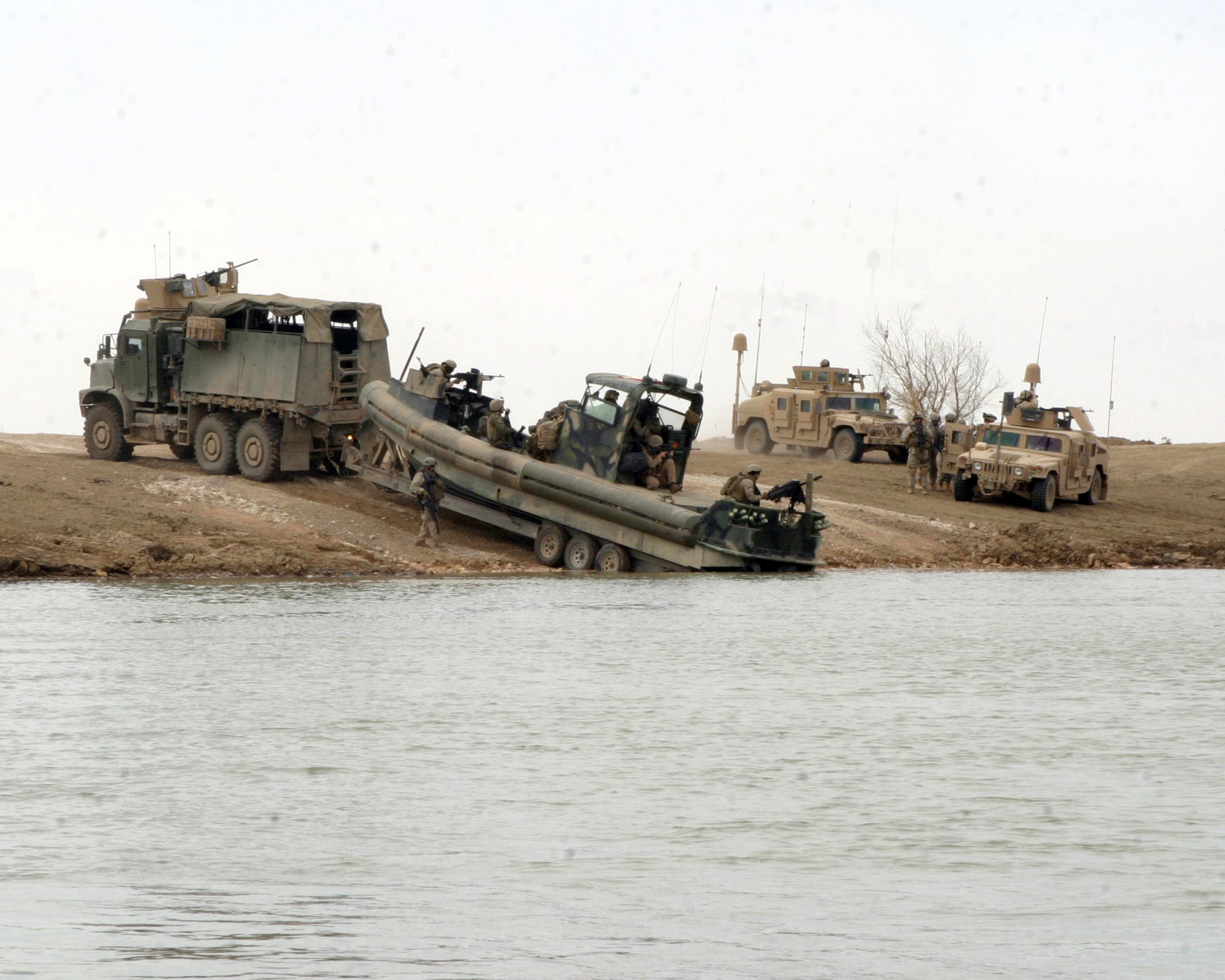
US-Marines lassen ein SURC von Trailer aus ins Wasser, Irak, März 2007

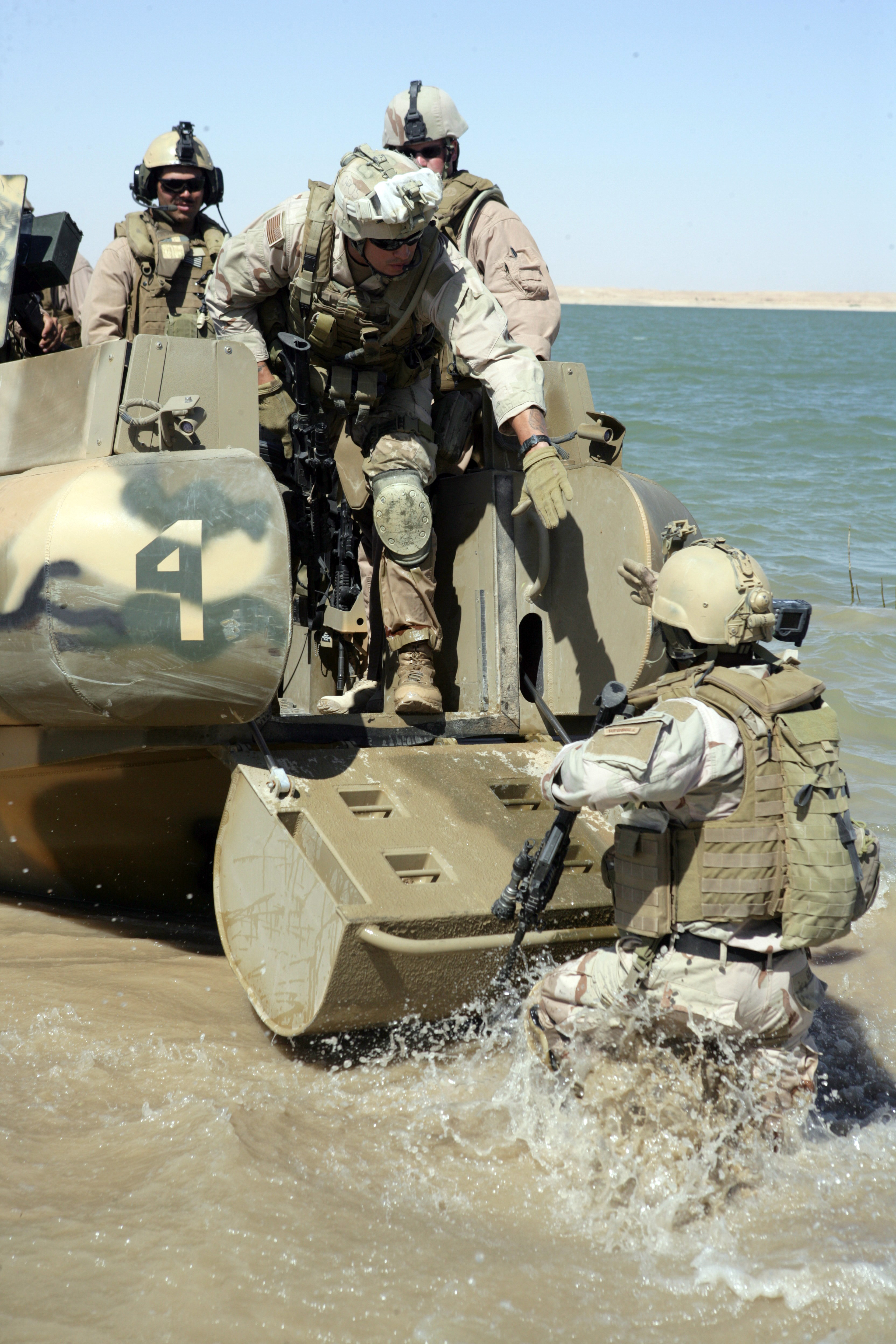
Die Bugklappe erleichtert das Aus- und Einsteigen, Irak, Juli 2008

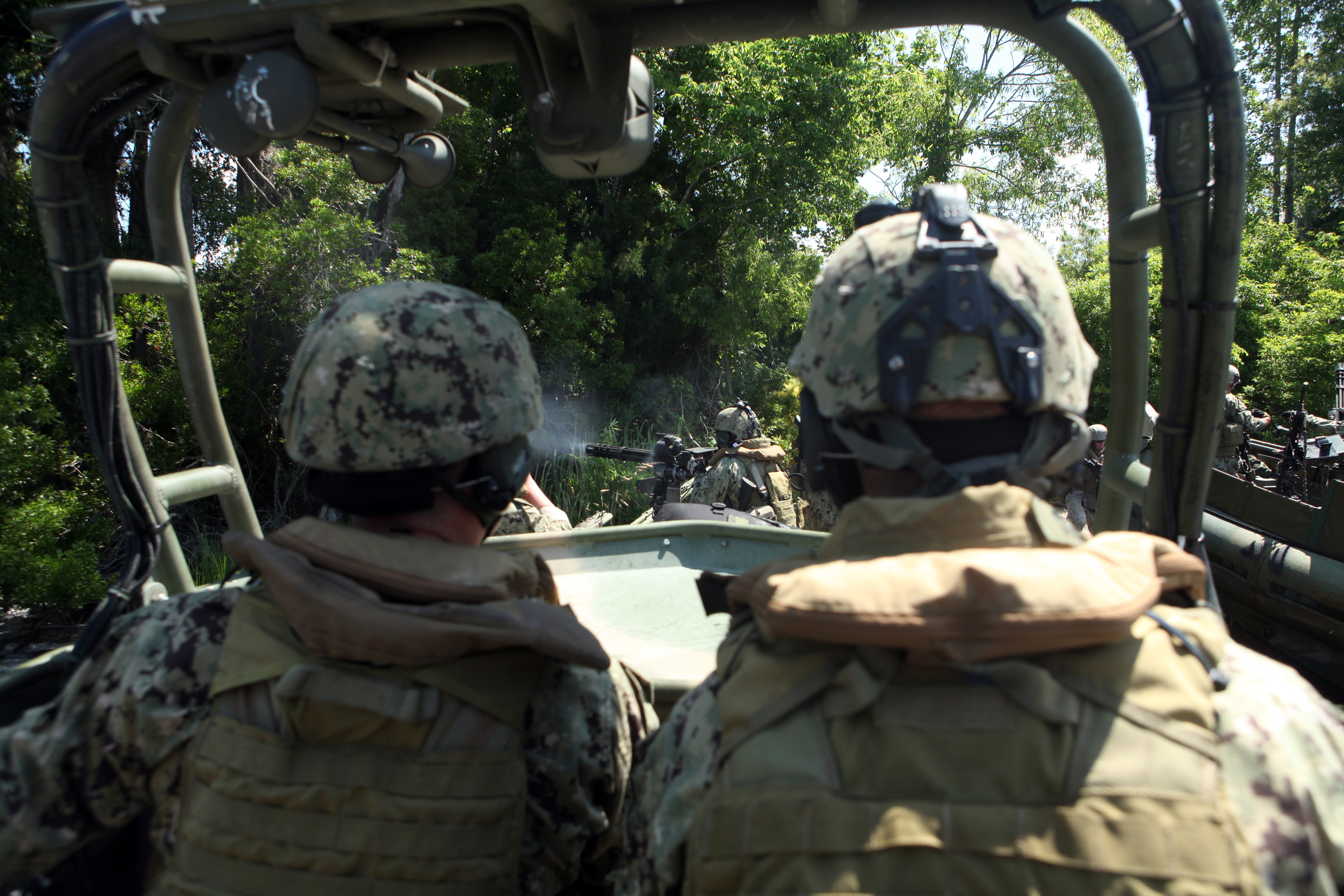
Sicht aus dem Steuerstand, Übung auf der Marine Corps Base Camp Lejeune, Mai 2012

Small Unit Riverine Craft (SURC) ist ein US-amerikanisches Patrouillenboot hauptsächlich für Kriegsführung auf Binnengewässern.

## Geschichte
Das Small Unit Riverine Craft (SURC) wurde als Ersatz für das Rigid Raiding Craft (RRC) des United States Marine Corps geplant. Das RRC überschritt die Nutzungsdauer; außerdem war es für das Einsatzspektrum der Kriegsführung auf Binnengewässern nicht sonderlich geeignet.
Die ersten konkreten Anforderungspläne wurden im Jahre 1999 erarbeitet. Das Marine Corps Systems Command (MARCORSYSCOM) ermittelte im Jahre 2001 den Bedarf von 100 SURC. Am 24. Juli 2002 gewann eine Unternehmenskooperation um Raytheon die Ausschreibung. Die Boote wurden von Safe Boats International in Port Orchard und die Bootstrailer von Boat Master in Fort Myers gebaut. Raytheon koordinierte die Entwicklung des Projekts aus Poulsbo (Washington) heraus und sicherte die weltweite Ersatzteillogistik.
Die Erprobung der Boote begann im April 2004; zwei Boote wurden sechs Wochen lang getestet. Im September 2004 gingen sechs SURC in den Irak, gefolgt von weiteren vier im November 2004. Die USA waren seit 2003 im Irakkrieg involviert. Das USMC setzte die Boote bei den Kämpfen um Falludscha auf dem Euphrat ein. Die Boote patrouillierten dann in irakischen Binnengewässern und schützten strategische Infrastruktur wie die Haditha-Talsperre. 2007 übernahm die US Navy die Kontrolle der irakischen Binnengewässer und nutzte dafür die bisherigen SURC der Marines. Aus den Erfahrungen der Kämpfe fügte man zusätzliche Panzerung an. Das zusätzliche Gewicht der Panzerung verminderte jedoch die Fahrleistung des Bootes.
2013 erhielt die Streitkräfte der Philippinen sechs Boote aus dem Bestand der amerikanischen Streitkräfte. Im Juni 2022 kündigte das Verteidigungsministerium der Vereinigten Staaten zwei SURC an die Ukraine, als materielle Unterstützung im Russisch-Ukrainischen Krieg, zu liefern.

## Einsatzkonzept
SURC-Boote stellen eine Waffen- und Transportplattform für eine Einheit von 13 Soldaten für die Kriegsführung hauptsächlich auf Binnengewässern zur Verfügung. Bis Seegangstärke 3 ist das Boot auch im offenen Meer einsetzbar. Dank der potenten Motorisierung ist das SURC ein sehr wendiges, agiles und schnelles Boot.
Die primäre Verwendung der SURC-Boote ist die militärische Überwachung eines kontrollierten Gebietes sowie der Schutz der eigenen Streitkräfte vor Anschlägen. Sekundäre Verwendungen sind Ein- und Ausschleusen von Kampfeinheiten, Combat Search and Rescue und Unterstützung von Tauchern bei Kampfmittelbeseitigung.

## Technik
Die Bootshülle besteht aus der Aluminiumlegierung 5086 und ist für das Anlanden an der Küste ausgelegt. Die Seitenwülste bestehen aus Zellen, die mit Schaum aus Polyethylen gefüllt sind. Diese stabilisieren den Schiffsrumpf, schützen vor Kleinwaffenfeuer und dienen als redundante Auftriebskörper. Selbst wenn das Boot voll Wasser läuft, geht es nicht unter. Die Seitenwülste sind abnehmbar, um das Boot in beengten Verhältnissen als Innenlast im Flugzeug transportieren zu können. Eine hydraulische Bugklappe erleichtert das Aus- und Einsteigen bei Landeoperationen.
Das Antriebssystem besteht aus zwei Hamilton HJ292-Wasserstrahlantrieben mit 15,5 kW pro Impeller. Sie werden angetrieben von zwei Innenbordmotoren Yanmar 6LY2A-STP Sechszylindern mit 328 kW bei 3300 Umdrehungen pro Minute. Das Antriebssystem ist gegen Beschuss gepanzert.
Es gibt drei Sockellafetten für schwere Waffen. Je nach Einsatz kann die Bewaffnung aus z. B. M240, Browning M2, 40-mm-Maschinengranatwerfer Mk 19 oder GAU-17 Minigun bestehen.
Das Boot ist vielfältig transportierbar, mit Flugzeug als Innenlast (z. B. Lockheed C-130, Boeing C-17, Lockheed C-5) oder als Außenlast (z. B. Sikorsky CH-53). Auf der Straße lässt es sich mit einem Trailer bewegen. Außerdem kann es als Schiffslast auf ein Schiff aufgenommen werden.
- Länge: 11,6 m
- Breite: 3 m
- Höhe: 2,08 m (Kiel bis Steuerstand ohne Dach)
- Tiefgang: 61 cm (in Ruhe)
- Verdrängung: 10 t mit Einsatzzuladung
- Gewicht: 6350 kg Leergewicht (ohne Bewaffnung, Zuladung und Treibstoff), 1361 kg Trailer
- Kraftstoff: 1135 Liter Marinedieselöl, JP-5 oder JP-8
- Geschwindigkeit: 35 kn Marschgeschwindigkeit / 39 kn Maximalgeschwindigkeit
- Beschleunigung: auf 25 kn in weniger als 15 Sekunden
- Manövrierbarkeit: Richtungswechsel um 180° in weniger als drei Bootslängen
- Reichweite: über 250 sm
- Besatzung: zwei bis fünf
- Zuladung: Fracht oder 13 ausgerüstete Soldaten
- Gegenmaßnahmen: Vier M257 Nebelmittelwurfanlagen
- Navigation: Ritchie Kugelkompass, integrierter AN/PSN 11 (PLGR) GPS-Empfänger, Raymarine SL72 Radargerät und Raymarine ST 60 Sonar
- Kommunikation: Raymarine RAY 52 UKW-Mobiler Seefunkdienst (zivil), SINCGARS-UKW-Funkgerät (militärisch), AN/VIC-3 Bordsprechanlage mit drei Stationen